# Joël Barre
Pour les articles homonymes, voir Barre.
Joël Barre, né le 8 mars 1955 à Millau (Aveyron), est un ingénieur de l'armement français. Il est délégué général pour l'armement du 9 août 2017 au 31 juillet 2022, après avoir exercé plusieurs postes dans l'armement (direction générale), l'aérospatial (CNES) et l'industrie de défense (Safran — Snecma), puis nommé à la tête de la DINN (Délégation interministérielle au nouveau nucléaire).

## Biographie

### Formation
Joël Barre est diplômé de l'École polytechnique en 1974, et de l'Institut supérieur de l'aéronautique et de l'espace (Supaéro) en 1979. Il intègre le Corps des ingénieurs de l'armement à sa sortie de l'École polytechnique.

### Carrière
Joël Barre commence sa carrière d'ingénieur de l'armement en 1979, au sein du laboratoire de recherches balistiques et aérodynamiques de la direction générale de l'Armement. Il intègre ensuite le programme du missile air-sol moyenne portée (ASMP), dont il prend la direction en 1987. De 1988 à 1991, il participe au programme du satellite espion Hélios, et le dirige de 1991 à 1995. Nommé adjoint au chef du service technique des systèmes stratégiques et spatiaux en 1995, il est ensuite architecte du système de force « commandement, communication, conduite, renseignement » (C3R) à la direction des Systèmes de forces et de la prospective entre février et septembre 1997,.
Il devient ensuite directeur des programmes au Centre national d'études spatiales (CNES) de 1997 à 2001. En juin 2001, il est recruté par Safran Aircraft Engines (Snecma) en tant que directeur espace de la division moteurs fusées ; il est ensuite nommé directeur général de la division moteurs spatiaux en mars 2002.
Joël Barre réintègre l'aérospatial public et le CNES en 2007, où il prend la direction du Centre spatial guyanais. Le 1er juillet 2012, il est nommé directeur général délégué du CNES,.
Le 9 août 2017, Joël Barre succède à Laurent Collet-Billon en tant que délégué général pour l'armement et élevé aux rang et appellation d'ingénieur général de classe exceptionnelle de l'armement, et reconduit pour deux ans dans cette fonction en août 2020. Il quitte son poste le 31 juillet 2022 et est remplacé par Emmanuel Chiva.
Le 10 novembre 2022, il est nommé « délégué interministériel au Nouveau Nucléaire » et devient « patron de l'équipe de France du nucléaire » : aidé de Vincent Le Biez, il est chargé de superviser le projet de construction de plusieurs réacteurs nucléaires EPR2 après les échecs de Flamanville soulevés, entre autres, par le rapport critique réalisé par Jean-Martin Folz. Ainsi, il doit directement chapeauter et contrôler les actions d'EDF, mais également des autres intervenants tels Framatome, Orano ou le CEA. Sa proximité avec Luc Rémont le nouveau patron d'EDF, avec qui il a travaillé dans les années 1990, lui apporte un gage de bonne communication pour ses projets.

## Distinctions
- Commandeur de l'ordre national du Mérite en 2015[11] (officier en 2002[12], chevalier en 1990).
- Commandeur de la Légion d'honneur en 2018[13] (chevalier en 1997[14]).

## Publication
- Joël Barre, Isabelle de Silva, Michaela Wiegel, Antoine Bouvier et al., « Économie de défense et droit de la concurrence », Revue Défense nationale, Comité d’études de Défense Nationale, no 825,‎ décembre 2019, p. 62-73 (lire en ligne)